# Kamen Rider Black
Kamen Rider Black (仮面ライダーBLACK, Kamen Raidā Burakku) is een Japanse tokusatsuserie, en de achtste van de Kamen Rider series. De serie was een coproductie tussen Ishinomori Productions en Toei, die werd uitgezonden van oktober 1987 tot oktober 1988 met een totaal van 51 afleveringen.
De serie wordt over het algemeen gezien als een van de beste tokustatsuseries van de jaren 80, en een van de beste Kamen Rider series. De serie was niet alleen in Japan populair, maar ook in andere landen.

## Verhaal
De stiefbroers Kotaro Minami en Nobuhiko Akazuki worden op hun 19e verjaardag ontvoerd door de Gorgom organisatie. Beiden blijken te zijn voorbestemd om de nieuwe leider van Gorgom te worden. Ze moeten een transformatie tot cyborgs ondergaan, om zo geschikte kandidaten te worden voor deze titel. Allebei krijgen ze een krachtige Kingstone in hun lichaam geïmplanteerd, die hen speciale krachten geeft.
Kotaro kan dankzij zijn adoptiefvader ontsnappen voordat hij geheel in de macht van Gorgom komt. Hij ontdekt dankzij zijn adoptiefvader ook de schokkende waarheid over zijn verleden: zijn echte ouders zijn vermoord door Gorgom. Tevens blijkt dat Kotaro en Nobuhiko beide geboren zijn op de dag van een zonsverduistering, en derhalve voorbestemd om de leider van Gorgom te worden.
Kotaro wordt met zijn nieuwe krachten als cyborg de held Kamen Rider Black, en neemt zich voor om Gorgom te verslaan en zijn stiefbroer te redden. Hij is echter te laat daar Nobuhiko reeds veranderd is in de schurk Shadow Moon, Kamen Rider Blacks grootste tegenstander.

## Personages

### Held
- Kotaro Minami / Kamen Rider Black (南 光太郎 / 仮面ライダーBLACK, Minami Kōtarō / Kamen Raidā Burakku): de held van de serie. Werd een cyborg door toedoen van Gorgom. De Gorgom noemen hem “Black Sun”, als referentie naar de zonsverduistering die plaatsvond op de dag van Kotaro’s geboorte. Zowel hij als zijn stiefbroer zijn voorbestemd om de nieuwe leiders van Gorgom te worden.

### Bondgenoten
- Kyoko Akizuki (秋月 杏子, Akizuki Kyōko): Nobuhiko's zusje.
- Katsumi Kida (紀田 克美, Kida Katsumi): Nobuhiko's vriendin
- Yoichi Daimon (大門 洋一, Daimon Yōichi): de schepper van Road Sector, een van Kamen Rider Blacks voertuigen.
- Ryusuke Taki (滝 竜介, Taki Ryūsuke): een speciale agent uit Amerika die Kotaro in een paar afleveringen bijstaat.
- Masaru Todo (東堂 勝, Tōdō Masaru): Kotaro's senior op de universiteit. Eigenaar van een winkel waar Kyoko parttime werkt.

### Gorgom
Een criminele sekte, bestaande uit zowel menselijke als niet-menselijke leden. De organisatie staat onder leiding van de mysterieuze Creation King. Volgens tradities van de organisatie moet om de 50 jaar een nieuwe koning worden gekozen. Zowel Kotaro Minami als Nobuhiko Akizuki kwamen in aanmerking voor die titel.
- Creation King (創世王, Sōsei Ō): de bijna almachtige leider van Gorgom.
- Darom (ダロム, Daromu): De leider van de hogepriesters van Gorgom. Hij kan anderen manipuleren door slechts naar ze te wijzen.
- Baraom (バラオム, Baraomu): eveneens een hogepriester van Gorgom. Hij heeft het bevel over de Gorgom mutanten.
- Bishium (ビシュム, Bishumu): een vrouwelijke hogepriester. Ze kan lasers afvuren uit haar ogen.
- Birugenia (ビルゲニア, Birugenia): een legendarische zwaardvechter binnen de Gorgom. Hij is 30.000 jaar geleden geboren op de dag van een zonsverduistering. Hij zat aanvankelijk opgesloten omdat hij had geprobeerd de Creation Kings plaats in te nemen, maar in aflevering 18 werd hij vrijgelaten door de Hoge Priesters. Hij werd vernietigd door Shadow Moon.
- Shadow Moon / Nobuhiko Akizuki (シャドームーン / 秋月 信彦, Shadō Mūn / Akizuki Nobuhiko): de stiefbroer van Kamen Rider Black. Hij heeft wel de volledige transformatie ondergaan tot cyborg, en tot troonopvolger van Gorgom. Hij is in de hele serie de grootste tegenstander van Kamen Rider Black.
- Gorgom Mutants: de monsters van Gorgom.

## Afleveringen
1. Black!! Transformation (Black!! 変身, Burakku!! Henshin)
2. Monster Party (怪人パーティ, Kaijin Pātī)
3. Mystery? Mystery Remodelled Human (怪? 怪・改造人間, Kai? Kai Kaizō Ningen)
4. The Devil's Laboratory (悪魔の実験室, Akuma no Jikkenshitsu)
5. Run Through the Maze, Koutarou (迷路を走る光太郎, Meiro o Hashiru Kōtarō)
6. The Riddle of Secret Clairvoyance (秘密透視のなぞ, Himitsu Tōshi no Nazo)
7. The Restored Organism Mecha (復元する生体メカ, Fukugen Suru Seitai Meka)
8. The Devil's Trill (悪魔のトリル, Akuma no Toriru)
9. Bishum's Crimson Lips (ビシュムの紅い唇, Bishumu no Kurenai Kuchibiru)
10. Where's Nobuhiko? (信彦はどこに?, Nobuhiko wa Doko ni?)
11. Starved Monsters (飢えた怪人たち, Ueta Kaijin-tachi)
12. The Super Machine Legend is Born (超マシン伝説誕生, Chō Mashin Densetsu Tanjō)
13. Mama is the Monster Raising Official (ママは怪人養育係, Mama wa Kaijin Yōiku Kakari)
14. The Day Magro Disappeared (マグロが消えた日, Maguro ga Kieta Hi)
15. The Targeted Bizarre Academy (狙われた怪奇学園, Newareta Kaiki Gakuen)
16. Friend!! Crossing the Sea (友よ! 海を越えて, Tomo yo! Umi o Koete)
17. Kyouko's Strange Dream (杏子の不思議な夢, Kyōko no Fushigi na Yume)
18. Sword Saint Birugenia!! (剣聖ビルゲニア!!, Ken Sei Birugenia!!)
19. The Limit-Reaching Trap of Hell (息づまる地獄の罠, Ikidzumaru Jigoku no Wana)
20. Rider's Graveyard (ライダーの墓場, Raidā no Hakaba)
21. Crash! Two Great Machines (激突! 二大マシン, Gekitotsu! Ni Dai Mashin)
22. The Black Shadow That Attacks Papa (パパを襲う黒い影, Papa o Osō Kuroi Kage)
23. Marmo's Magic Power (マルモの魔法の力, Marumo no Mahō no Chikara)
24. The Female College Student's Nightmare (女子大生の悪夢, Joshidaisei no Akumu)
25. The Roaring Armed Mecha (爆走する武装メカ, Bakusō Suru Busō Meka)
26. Save the ESPer Girl (超能力少女を救え, Chōnōryoku Shōjo o Sukue)
27. The Fire-Spouting Dangerous Highway (火を噴く危険道路, Hi o Fuku Kiken Dōro)
28. The Scarab That Invites Hell (地獄へ誘う黄金虫, Jigoku e Sasō Koganemushi)
29. The Trophy's a Death mask? (獲物はデスマスク?, Emono wa Desumasuku?)
30. Aloha to an Assassin! (暗殺者にアロハ!, Ansatsusha ni Aroha!)
31. Burn! Boy Warriors (燃えよ! 少年戦士, Moe yo! Shōnen Senshi)
32. Dream Girl Youki (夢少女・ユキ, Yume Shōjo Yuki)
33. The River of a Father and Child's Love (父と子の愛の河, Chichi to Ko no Ai no Kawa)
34. Revival?! Hell Prince (復活?! 地獄王子, Fukkatsu?! Jigoku Ōji)
35. Showdown! Two Princes (対決! 二人の王子, Taiketsu! Futari no Ōji)
36. The War Declaration of Love and Death (愛と死の宣戦布告, Ai to Shi no Sensenfukoku)
37. Memories are Youbari's Sky (想い出は夕張の空, Omoide wa Yūbari no Sora)
38. Riddle!? The EP-ite Boy Squad (謎!? EP党少年隊, Nazo!? Ī Pī Tō Shōnen Tai)
39. The Idol's Evil Power (アイドルの毒牙, Aidoru no Dokuga)
40. The Karate Master's Secret (カラテ名人の秘密, Karate Meijin no Himitsu)
41. The Dangerous Time Thief (あぶない時間泥棒, Abunai Jikan Dorobō)
42. Tokyo - Big Monster Gathering (東京-怪人大集合, Tōkyō - Kaijin Dai Shūgō)
43. Duel at the Monster Farm! (怪人牧場の決闘!, Kaijin Bokujō no Kettō!)
44. Tance is in the Sea (タンスの中は海!, Tansu no Naka wa Umi)
45. Suspicious Flower Bishum's Death (妖花ビシュムの死, Aya Hana Bishumu no Shi)
46. Grand Baraom's Death (壮絶バラオムの死, Sōzetsu Baraomu no Shi)
47. Rider Dies! (ライダー死す!, Raidā Shisu!)
48. A Bouquet of Reminiscence to the Sea (海に追憶の花束を, Umi ni Tsuioku no Hanataba o)
49. Fierce Fighting! Darom's Death (激闘! ダロムの死, Gekitō! Daromu no Shi)
50. The Creation King's True Identity? (創世王の正体は?, Sōsei Ō no Shōtai wa?)
51. Gorgom's Last Day (ゴルゴム最期の日, Gorugomu Saigo no Hi)

## Andere media
Kamen Rider Black deed ook mee in:
- TV specials
  - 1987: This is Kamen Rider Black (これが仮面ライダーBLACKだ!!, Kore ga Kamen Raidā Burakku da!!).
  - 1988: Kamen Rider Ichigou Through RX: Big Gathering (仮面ライダー1号～RX大集合, Kamen Raidā Ichigō~Āru Ekkusu Daishūgō).

- Films:
  - 1988: Kamen Rider Black: Hurry To Evil Island (仮面ライダーBLACK 鬼ヶ島へ急行せよ, Kamen Raidā Burakku Onigashima e Kyūkō seyo)
  - 1988: Kamen Rider Black: Fear! Evil Monster Mansion (仮面ライダーBLACK 恐怖!悪魔峠の怪人館, Kamen Raidā Burakku Kyōfu! Akumatōge no Kaijinkan)

## Rolverdeling
- Narrator (ナレーター, Narētā) - Kiyoshi Kobayashi (小林 清志, Kobayashi Kiyoshi, 1-39) and Issei Masamune (政宗 一成, Masamune Issei, 40-51)
- Kotaro Minami / Kamen Rider Black (南 光太郎 / 仮面ライダーBLACK, Minami Kōtarō / Kamen Raidā Burakku) - Tetsuo Kurata (倉田 てつを, Kurata Tetsuo)
- Nobuhiko Akizuki / Shadow Moon (秋月 信彦 / シャドームーン, Akizuki Nobuhiko / Shadō Mūn) - Takahito Horiuchi (堀内 孝人, Horiuchi Takahito)
  - Shadow Moon (シャドームーン, Shadō Mūn, Voice) - Masaki Terasoma (寺杣 昌紀, Terasoma Masaki)
- Kyoko Akizuki (秋月 杏子, Akizuki Kyōko) - Akemi Inoue (井上 明美, Inoue Akemi)
- Katsumi Kida (紀田 克美, Kida Katsumi) - Ayumi Taguchi (田口 あゆみ, Taguchi Ayumi)
- Creation King (創世王, Sōsei Ō, Voice) - Takeshi Watabe (渡部 猛, Watabe Takeshi)
- Darom (ダロム, Daromu) - Hirokazu Shoji (庄司 浩和, Shōji Hirokazu)
  - Darom (ダロム, Daromu, Voice) - Shozo Iizuka (飯塚 昭三, Iizuka Shōzō)
- Baraom (バラオム, Baraomu) - Toshimichi Takahashi (高橋 利道, Takahashi Toshimichi)
- Bishium (ビシュム, Boshumu) - Hitomi Yoshii (好井 ひとみ, Yoshii Hitomi)
- Birugenia (ビルゲニア, Birugenia) - Jun Yoshida (吉田 淳, Yoshida Jun)
- Professor Kuromatsu (黒松 英臣, Kuromatsu Hideomi) - Susumu Kurobe (黒部 進, Kurobe Susumu)
- Ryusuke Taki (滝 竜介, Taki Ryūsuke) - Masaki Kyomoto (京本 政樹, Kyōmoto Masaki)
- Masaru Todo (東堂 勝, Tōdō Masaru) - Sent (セント, Sento)

## Trivia
- In tegenstelling tot voorgaande Kamen Rider series leek Kamen Rider Black geen connecties te hebben met zijn voorgangers. Geen van de helden uit een eerdere serie had een gastrol in deze serie, en er werden ook geen referenties gemaakt naar gebeurtenissen uit eerdere Kamen Rider series.

- Het introlied van de serie werd gezongen door Tetsuo Kurata, de acteur die ook Kamen Rider Black RX speelt.

- Kamen Rider Black was de eerste Kamen Rider wiens kostuum geen sjaal had.

- Kamen Rider Black was de eerste serie waarin de schurken geen soldaten hadden.

- Dit was de eerste Kamen Rider serie waarin de voertuigen van de held over kunstmatige intelligentie beschikken en zelfs kunnen praten.